# Змагары
«Змагары» (от бел. змагацца — бороться, сражаться:76; бел. змагар — борец, поборник, ревнитель:36) — политический ярлык, обозначающий оппозиционно настроенных к власти граждан Белоруссии:276.
На фоне протестов в Белоруссии, с подачи Александра Лукашенко, который в октябре 2020 года начал употреблять термин «змагары», термин получил широкое распространение на белорусском государственном телевидении в отношении участников протестов.

## Политические оценки
Директор аналитического центра EAST в Варшаве Андрей Елисеев пишет, что с началом протестов в Белоруссии 2020—2021 годов «змагары» при работе белорусской государственной пропаганды ускоренно превратились в белорусский аналог «бандеровцев» из антиукраинской пропагандистской истории.

## Лингвистический анализ
Белорусский лингвист Б. Ю. Норман пишет, что слово «змагар», в прямом значении обозначающее — «борец», в настоящее время актуализировалось в значении «оппозиционер, стихийно и огульно не принимающий все, что связано с властью»:276.
Кандидат филологических наук А. Л. Стрижак пишет, что значение лексемы «змагар» трансформировалось в сознании носителей языка «вследствие ряда действий представителей белорусской оппозиции, активно критикующей современную социально-политическую обстановку» в Белоруссии:36.
Белорусские филологи О. С. Горицкая и Н. В. Супрунчук определяют слово «змагар» в качестве наиболее частотного белорусизма в русском языке и соотносят его с литературным словом «оппозиционер», причём, по данным исследования авторов, удельный вес лексемы «змагар» в белорусской разновидности русского языка составляет 25 %, тогда как «оппозиционер» — 75 %:60. При этом, по мнению авторов, «змагар» отличается от «оппозиционера» яркой экспрессией, делающей этот белорусизм востребованным в разговорной речи, публицистике, интернете:60.
Стрижак выделяет особенность функционирования белорусизма «змагар» в русском языке, при которой коннотативный компонент значения возникает не столько вследствие восприятия его чуждости в русскоязычном тексте, сколько «в результате апелляции к денотату — полностью скомпрометировавшему себя образу оппозиционера»:121.